# Sziámi pitta
A sziámi pitta (Pitta gurneyi) a madarak (Aves) osztályának verébalakúak (Passeriformes) rendjébe és a pittafélék (Pittidae) családjába tartozó faj.
Tudományos nevét John Henry Gurney brit amatör ornitologusról kapta.

## Előfordulása
Mianmar és Thaiföld trópusi eső- és bambuszerdejeiben él.

## Megjelenése
Testhossza 18-22 centiméter. Fejének teteje és a farka kék. Háta sötétbarna, torka, hasa és a szárnya sárga és fekete színű.

## Életmódja
Talajon mozogva csigák, férgek, bogarak után kutat. A trópusi erdőkben, inkább ugrálva, mint repülve mozog.

## Természetvédelmi helyzete
A faj állományai a nagymértékű erdőirtás miatt katasztrofálisan lecsökkentek Thaiföldön. 1952 és 1986 között nem találtak egyetlen egyeded sem és félő volt, hogy a faj végleg kihalt. 1986-ban intenzív keresés eredményeként öt, egymástól elszeparált kis populációt találtak az országban. Ezek közül végül csak egy populáció maradt fenn, nagyjából 45 párral. Azonban később ennek a populációnak a nagysága is lecsökkent, míg végül 1997-ben már csak 9 pár maradt. Egy kevés remény volt arra, hogy szomszédos Mianmar déli területein talán még élhet néhány madár.
A 2003-as állományfelmérés során viszonylag sok egyedet találtak Mianmar területén több ponton is, populációnként 10-12 párral. Emiatt a Természetvédelmi Világszövetség a Vörös Listák 2008-as átvizsgálásakor a fajt a „kihalóban” kategóriából átsorolta az eggyel jobb státuszú „veszélyeztetett” kategóriába.